# Zósimo (papa)
Zósimo fue el 41.er papa de la Iglesia católica, entre 417 y 418.

## Biografía
El pontificado de este papa fue breve, incidentado y marcado por dificultades y contratiempos. Nació en Mesoraca, Calabria, aunque según el Liber Pontificalis, Zósimo era griego. Fue elegido papa el 18 de marzo del 417. Hubo dos acontecimientos importantes durante su papado. El primero es que nombró a Patroclo como obispo metropolitano de Arlés en contra de la opinión de todos los obispos de la región. El segundo fue que Pelagio y Celestio, condenados por dos concilios por sus herejías, apelaron a Zósimo, quien los absolvió. Estos ya habían sido condenados por el papa anterior, Inocencio I. Parece ser que Zósimo se mostraba demasiado complaciente, quizás por ser muy impulsivo en sus decisiones.
La inclusión de este papa en la lista de los santos se debe posiblemente a la pluma de Ado de Viena, que en una peregrinación a Roma, al detenerse en Rávena descubrió un antiguo martirologio romano que utilizó para editar una nueva versión en 858, en la cual incluyó muchos nombres sin un mayor estudio o reflexión.
Zósimo falleció el 26 de diciembre de 418. Fue enterrado en la Basílica de Lorenzo en la ciudad de Roma.